# Dragon Ash
Dragon Ash (ドラゴ ンアッシュ) is een van de toonaangevende bands in de Japanse hiphop. Het wordt geleid door Kenji Furuya. In Japan is het een van de eerste bands die bekend is geworden door hiphop en daarmee een symbool van muziek in hun land is geworden.

## Bezetting
Huidige bezetting
- Kenji 'Kj' Furuya[2] (gitaar, zang)
- Makoto Sakurai[3] (drums)
- Tetsuya 'DJ Bots' Sato[4] (draaitafel, drumcomputer)
- Hiroki Sugiyama[5] (gitaar)
- Masaki 'Dri-V' Chiba (dans)
- Atsushi Takahashi (dans)

Voormalig lid
- Ikuzo 'Iküzöne' Baba[6], (e-basgitaar, overleden op 21 april 2012 aan hartfalen)

## Geschiedenis
Met hun mix van rap, punkrock-elementen en r&b introduceerden de muzikanten Amerikaanse stijl in Japanse mainstream muziek. Hun beste stukken zijn onder meer Grateful Days, Life Goes On en I Love Hip-Hop. Dragon Ash gebruikt een grote verscheidenheid aan samples van verschillende Amerikaanse bands, waaronder de Smashing Pumpkins, van wie ze de baslijn opnamen in Cherub Rock en de openingsscène van Today in Grateful Days. In 2003 richtte Dragon Ash het label Mob Squad op met de Japanse bands SOURCE en Mach25, waar ze nog onder contract staan. Mach25 is inmiddels vervangen door de band Endive. Buiten Azië verwierf de band een zekere populariteit door het nummer Shizuka na Hibi no Kaidan Wo, dat werd gebruikt voor de film Battle Royale.

## Discografie
- 1997: Mustang!
- 1998: Buzz Songs
- 1999: Viva la Revolution
- 2001: Lily of da Valley
- 2003: Mob Squad
- 2003: Harvest
- 2004: Harvest Remixes
- 2005: Rio de Emocion
- 2006: Resound (voor Fast and Furious)
- 2007: Independiente
- 2009: Freedom
- 2010: Mixture
- 2014: The Faces